# Sympergoides
Sympergoides is een kevergeslacht uit de familie van de boktorren (Cerambycidae). De wetenschappelijke naam van het geslacht werd voor het eerst geldig gepubliceerd in 1970 door Lane.

## Soorten
Sympergoides is monotypisch en omvat slechts de volgende soort:
- Sympergoides nasutus Lane, 1970